# Анощенков, Андрей Иванович
Андре́й Ива́нович Ано́щенков (1969—1999) — российский военный лётчик внутренних войск, майор, участник второй чеченской войны, Герой Российской Федерации (26 августа 1999, посмертно).

## Биография
Андрей Анощенков родился 16 февраля 1969 года в Архангельске. Внук Героя Советского Союза Фёдора Анощенкова. В 1986 году окончил среднюю школу № 55 в Архангельске, в 1991 году — Уфимское высшее военное авиационное училище лётчиков. Служил в Северо-Кавказском округе Внутренних войск МВД РФ. Многократно участвовал в боевых операциях на Северном Кавказе. К августу 1999 года майор Андрей Анощенков был штурманом авиазвена — старшим лётчиком вертолёта авиаэскадрильи.
11 августа 1999 года экипаж вертолёта «Ми-8» с бортовым номером 114, старшим лётчиком в составе которого был Анощенков (командир — майор Андрей Орлов, борттехник — старший лейтенант Михаил Юрин). На борту вертолёта находились представители высшего командного состава. В 15:43 при заходе на посадку у дагестанского села Ботлих вертолёт был сбит выстрелом из ПЗРК. Лётчикам удалось посадить горящую машину и вынести раненых пассажиров. От полученных многочисленных ожогов Анощенков, несмотря на усилия врачей, скончался 15 августа. Похоронен в Ростове-на-Дону.
Указом Президента Российской Федерации № 1115 от 26 августа 1999 года майор Андрей Анощенков посмертно был удостоен высокого звания Героя Российской Федерации. 
Навечно зачислен в списки личного состава эскадрильи. В честь Анощенкова назван проезд и средняя школа № 55 в Архангельске.